# حوض كالوريس

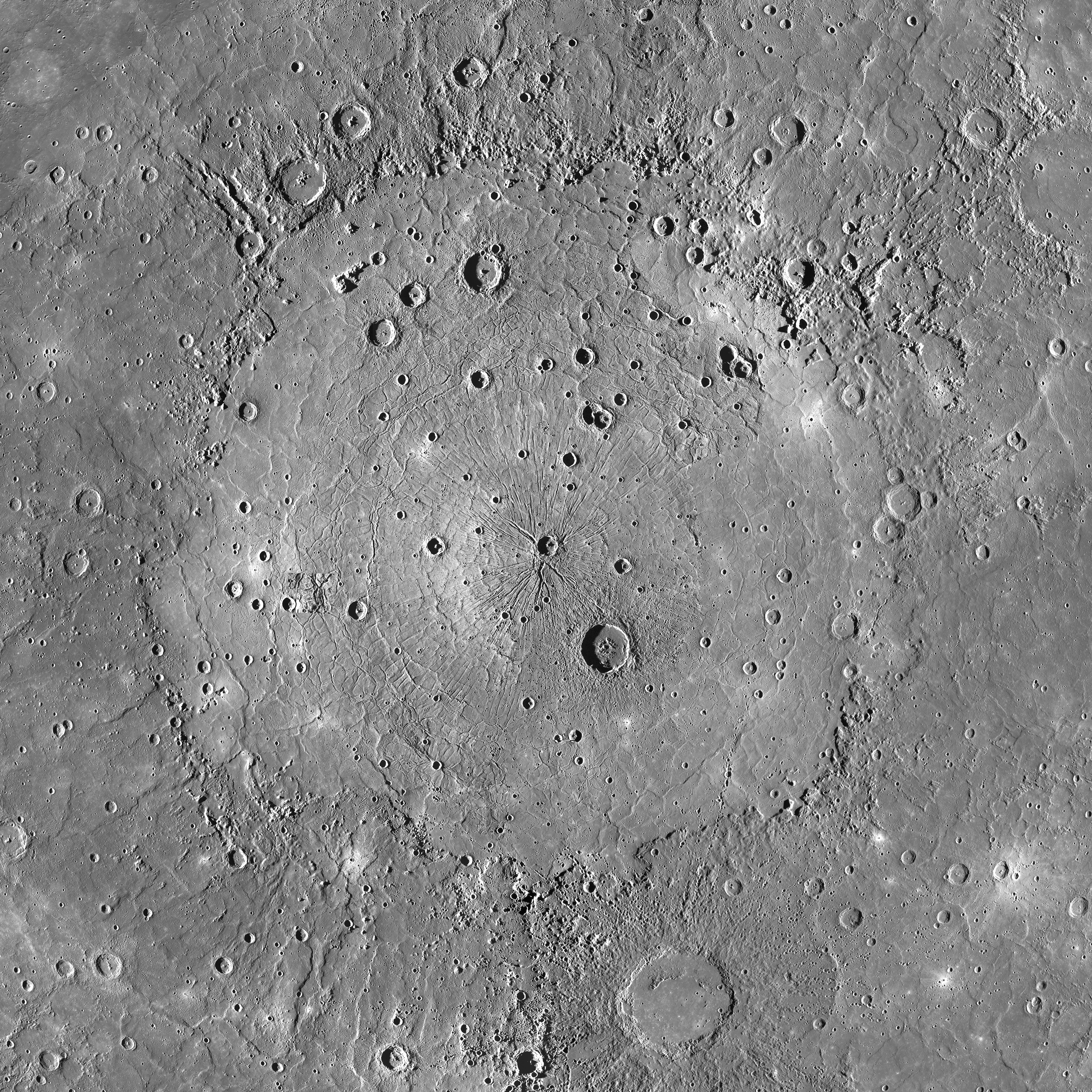
فسيفساء لحوض كالوريس مبنية على صور المسبار ماسنجر

الحوض الحراري حوض كالوريس حوض كالوريس حوض دائري واسع تحيط به جبال يبلغ ارتفاعها 2 كم تقريبا.وهو عبارة عن سهل ضمن أكبر الفوهات الصدمية المعروفة على سطح عطارد وأحد أكبر الأحواض الصدمية في النظام الشمسي يسمى بشكل غير رسمي Caloris قطرة تقريبا 1550 كم (960 ميل) ومساحتة.1,890,000 كم 
Calor من اللاتينية التي تعني حرارة وسمى الحوض بهذا الاسم، لأن الشمس تقريبا متعامدة على هذا الموقع عندما يمر عطار في الحضيض.

## المظهر

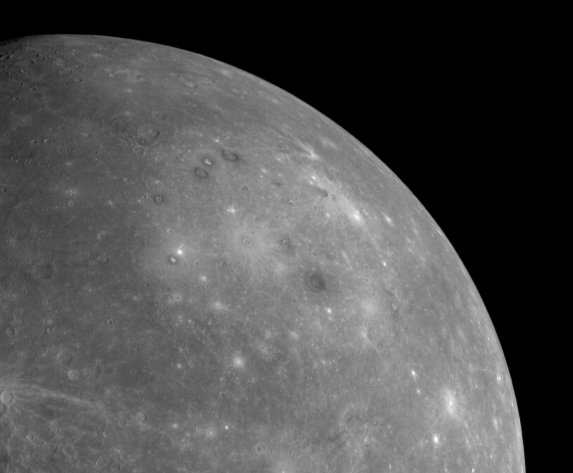
الصورة الأولى من الجانب الغير مرئي لعطارد بواسطة مسبار ماسنجر من مسافة تقدر بحوالي 27،000 كيلومتر (17،000 ميل) تسلط الضوء على حوض كالوريس

اكتشف حوض كالوريس عام 1974 من صور المهمة مارينر 10, لكن هذا حدث أثناء مغادرة المركبة الكوكب وفي وقت خط الغلس ونتيجة لهذا كان النصف الشرقي من الحوض ضمن ضوء النهار.ونصف الفوهة لم يتم تصويرها وفي وقت لاحق، في 15 كانون الثاني 2008، احدي الصور الأولى لكوكب عطارد من مسبار ماسنجر كشفت عن الفوهة بشكل كامل.عندما قامت مركبة مارينر 10 بتصوير حوض كالوريس، كانت ظروف الإضاءة مختلفة جدا عن تلك التي خضعت لها مركبة مسينجر، وبصرف النظر عن ظروف الإضاءة توضح لنا الصور الملتقطة من قبل مسينجر أن الحوض أصبح أكبر مما كان يظن وبالاعتماد على مهمة مارينر 10 تم تقدير قطر الحوض بحوالي 1300 كم (حوالي 800 ميل) ونتيجة لمهمة ماسنجر فأن القطر يقدر ألأن 1550 كم (960 ميل) هذا الأمر حدث بسبب أن مسينجر سمح لنا بتصوير كامل حوض كالوريس بدقة عالية جدا. الحوض متكسر ومتعدد الزوايا ومحاط بسلسة جبلية بارتفاع يصل إلى 2 كم (1.2 ميل) وداخل جدران الحفرة، الأرضية الحفرة مغطاة بسهول الحمم البركانية على غرار بحار القمر 
هذه السهول في الحوض متراكبة بسبب الفتحات المتفجرة ومرتبطة مع مواد الحمم البركانية.

## التشكيل
يرجح ان الحوض ناتج عن نيزك أكبر من 100 كيلومتر (62 ميلا) في الحجم ارتطم بالكوكب. نتج عن هذا الارتطام سلسة جبلية بارتفاع ثلاثة كيلومترات وقذف بمكونات السطح مسافة 600 إلى 800 كيلومتر عبر الكوكب، الأمواج الزلزالية التي أعقبت الارتطام تمركزت في الجانب الآخر للكوكب وأنتجت منطقة أرض عشوائية. بعدما امتلأت الحفرة بشكل جزئي بسبب تدفق الحمم.
حيث شهدت اجرام النظام الشمسي الداخلي قصف مكثف من الأجرام الصخرية الكبيرة في المليار سنة الأولى أو نحو ذلك من عمر النظام الشمسي.الأثر الذي خلق Caloris وقع بعد أن انتهى أكثر القصف العنيف، لأن عدد قليل من الفوهات الصدمية موجودة داخل الحوض. واسنادا لصور ماسنجر يقدر عمر الحوض بين بين 3.8 و 3.9 مليار سنة.

## انبعاثات الغاز
عطارد كوكب صغير جداً، وبسبب هذا فكتلته وبالتالي جاذبيته أقل بكثير من أن تُكوّن له غلافا جوياً ذا شأن، إضافة إلى أن قربه من الشمس وحرارته الشديدة تجعل إفلات غلافه الجوي سريعاً وسهلاً. لكنه بالرغم من ذلك يملك «غلافاً خارجياً» رقيقاً،
يتكون من: كميات بسيطة الهيدروجين والهيليوم والأكسجين والصوديوم والكالسيوم والبوتاسيوم وبعض العناصر الأخرى. ويعتقد أن حوض كالوريس مصدر هام من مصادر الصوديوم والبوتاسيوم، نتيجة الشقوق التي نتجت عن الاصطدام مما يسهل الإفراج عن الغازات المنبعثة من داخل الكوكب. والتضاريس الغريبة هي أيضا مصدر هذه الغازات..

## معرض صور

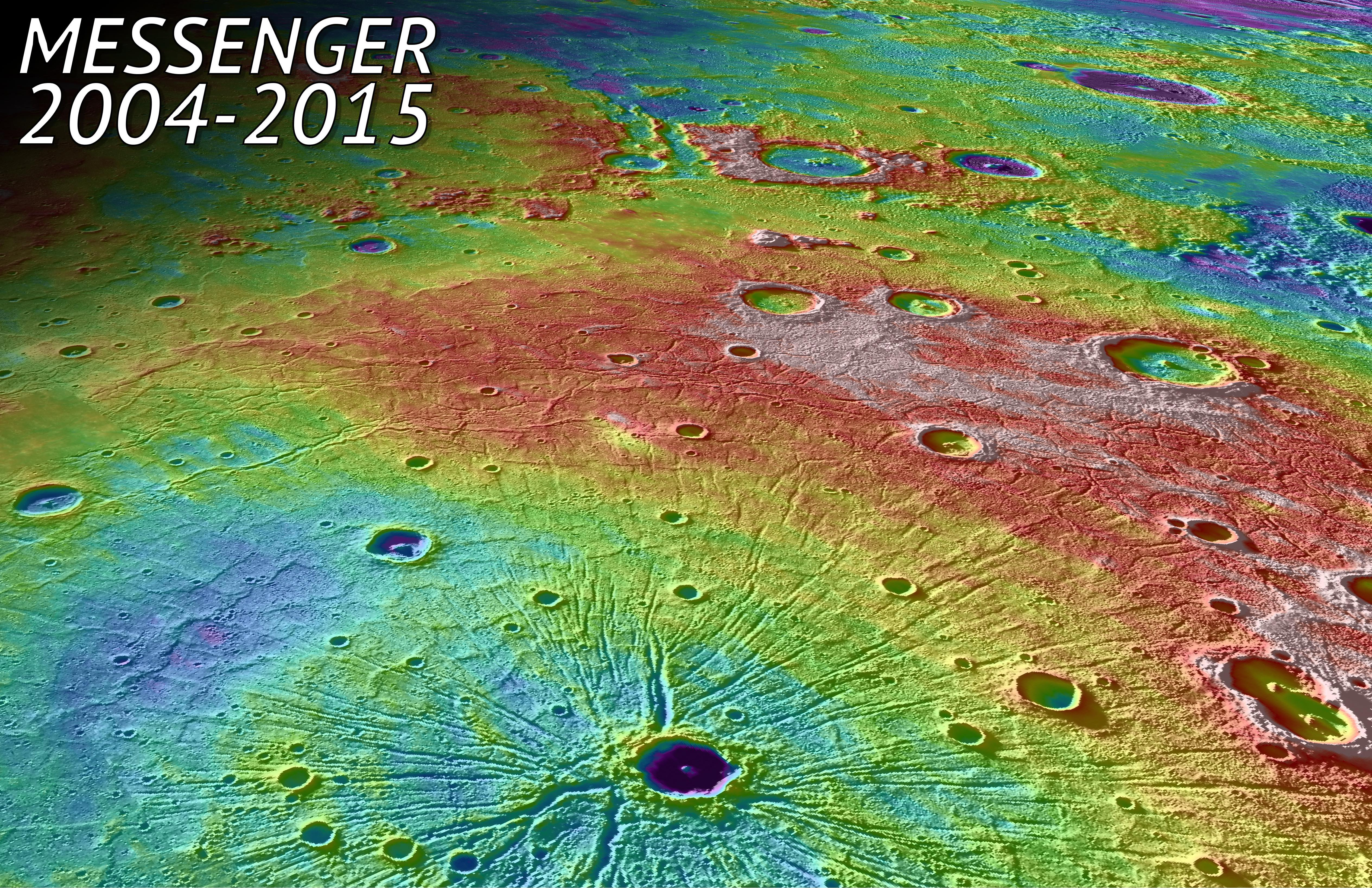
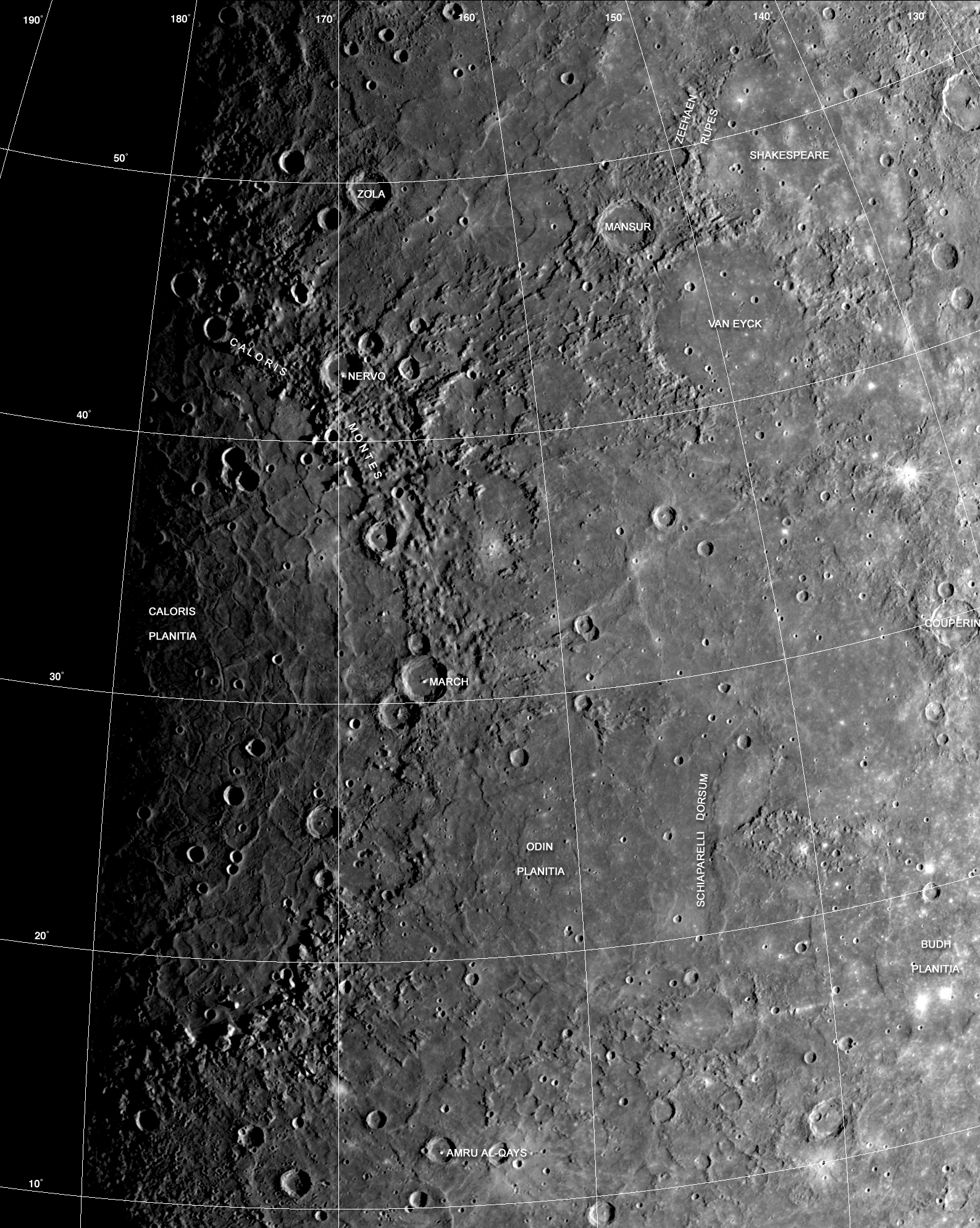
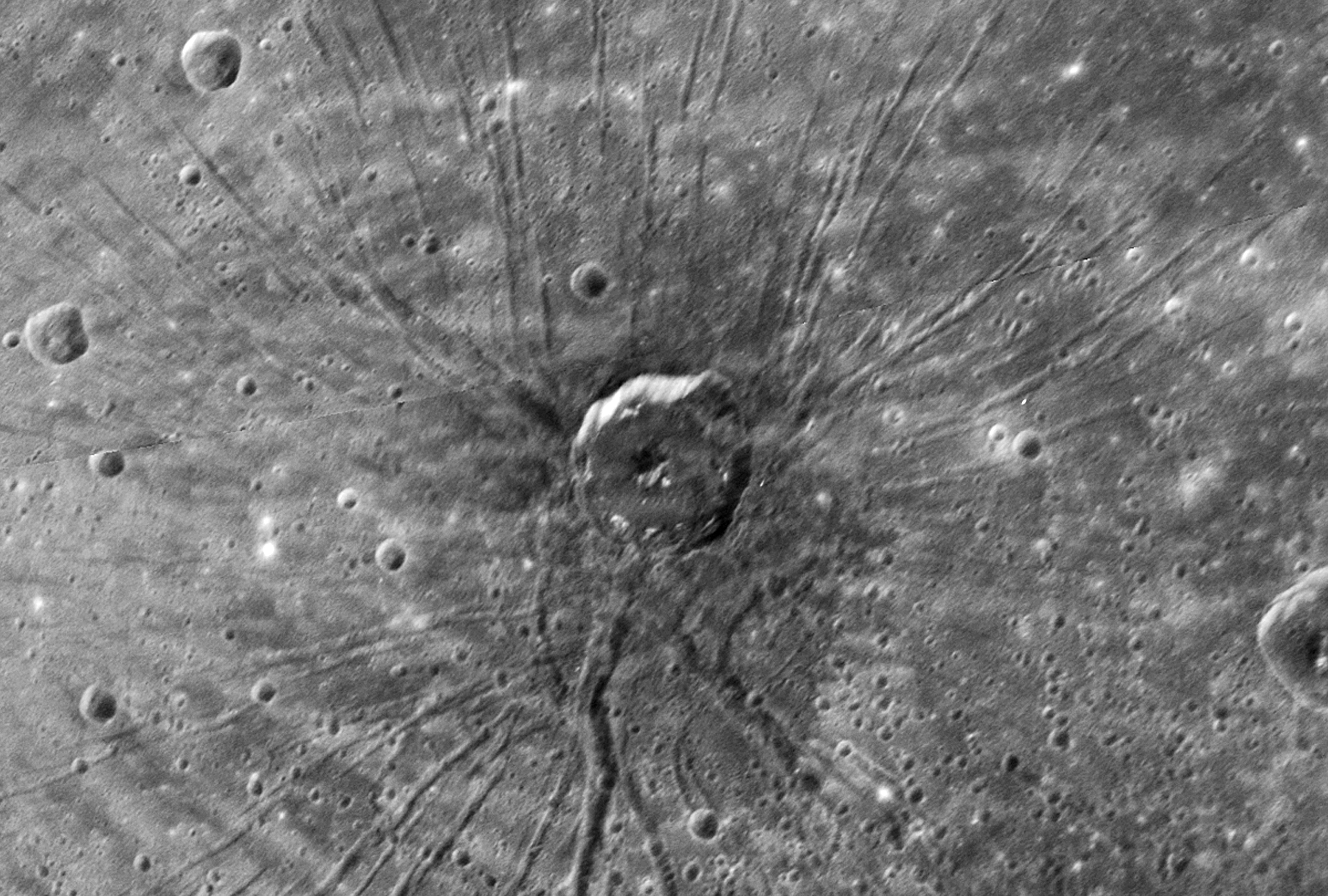
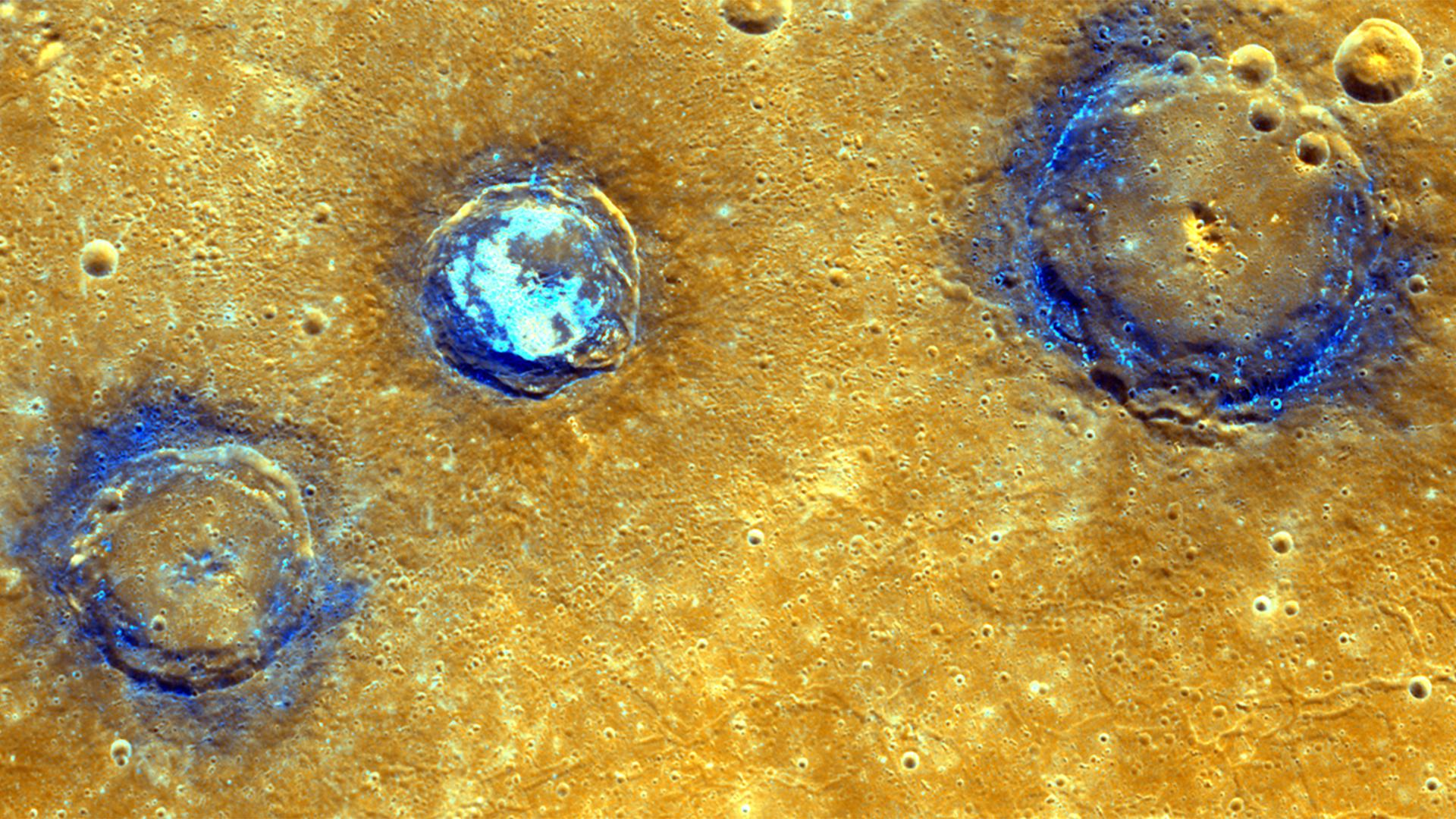